# Vena brachiocefalica
Le vene brachiocefaliche (destra e sinistra), dette anche vene anonime, sono vene che originano dalla unione della vena succlavia con la vena giugulare interna, e dirigendosi dalle articolazioni sterno-clavicolari verso il basso, si uniscono in un unico grosso vaso: la vena cava superiore.

## Vena brachiocefalica destra
La vena di destra ha una lunghezza di circa 3 cm e si dispone obliquamente dall'alto verso il basso, entrando in rapporto con la cartilagine della I costa, con i muscoli sternotiroidei, con la pleura mediastinica, con il nervo vago, con il tronco arterioso brachiocefalico e con il nervo frenico.

## Vena brachiocefalica sinistra
La vena di sinistra, più lunga rispetto a quella destra (arriva fino a 5 cm), poggia direttamente sull'arco aortico, circondando le tre arterie che da esso si dipartono e prendendo contatto con l'epifisi mediale della clavicola, con i muscoli sternotiroidei e sternoioidei e con il timo o l'adipe retrosternale, posteriormente con la trachea.